# Atletika na Letních olympijských hrách 1932 – 100 metrů ženy
 Běh na 100 metrů žen na Letních olympijských hrách 1932 se uskutečnil ve dnech 1. srpna až 2. srpna v Los Angeles. 

## Výsledky finálového běhu
| *                | jméno                     | země                   | čas  |
| ---------------- | ------------------------- | ---------------------- | ---- |
| Zlatá medaile    | Stanisława Walasiewiczová | Polsko                 | 11,9 |
| Stříbrná medaile | Hilda Strikeová           | Kanada                 | 11,9 |
| Bronzová medaile | Wilhelmina von Bremenová  | Spojené státy americké | 12,0 |
| 4                | Marie Dollingerová        | Německo                | 12,2 |
| 5                | Eileen Hiscocková         | Velká Británie         | 12,3 |
| 6                | Elizabeth Wildeová        | Spojené státy americké | 12,3 |